# Пеония (дим)
Пеони́я (греч. Δήμος Παιονίας) — община (дим) в Греции. Входит в периферийную единицу Килкис в периферии Центральная Македония. Население 28 493 жителя по переписи 2011 года. Площадь 919,276 квадратного километра. Плотность 31 человек на квадратный километр. Административный центр — Поликастрон, исторический центр — Гумениса. Димархом на местных выборах 2019 года избран Констандинос Сионидис (Κωνσταντίνος Σιωνίδης), который сменил Христоса Гунденудиса (Χρήστος Γκουντενούδης).
Создана в 2010 году (ΦΕΚ 87Α) по программе «Калликратис» при слиянии упразднённых общин Аксьюполис, Гумениса, Поликастрон и Эвропос, а также сообщества Ливадия. Получила название по исторической области Пеония.
Община Пеония делится на 5 общинных единиц.